# Odontolytes andamanensis
Odontolytes andamanensis är en skalbaggsart som beskrevs av Koshantschikov 1916. Odontolytes andamanensis ingår i släktet Odontolytes och familjen Aphodiidae. Inga underarter finns listade i Catalogue of Life.